# Studánka Na Melíšku
Studánka Na Melíšku se nachází v Kamenici nad Lipou, v lesoparku nad řekou Kamenicí naproti zámku a nedaleko silnice II/639 směrem na Antnonku.
První zmínka o studánce se nachází v pověsti o vdově, které onemocněla dcera a nikdo jí neuměl pomoct. Jednoho dne se vše rozhodla ukončit skokem do řeky. Když s dítětem procházela kolem studánky, uslyšela z ní radu, aby dala dceři napít její vody. Vdova poslechla a dcera se jí uzdravila. Na památku nechala nad studánkou zavěsit dřevěný křížek. Zpráva se roznesla po okolí a přilákala další nemocné. Dřevěný křížek byl po čase nahrazen železným a na kopci nad studánkou byla vystavěna kaple Panny Marie Bolestné. Za hraběnky Marie Terezie z Goltzu přibyla křížová cesta od Zámeckého rybníka ke kapličce.
Za císaře Josefa II. byla kaplička v rámci náboženských reforem zrušena, v roce 1799 v dražbě prodána, následně přestavěna na hospodu a v roce 1807 rozebrána na stavební materiál. Křížová cesta byla přenesena na druhou stranu města, kde tvoří základ křížové cesty ke kostelíku sv. Máří Magdalény na Bradle, dnes doplněná o obrazy Romana Brichcina z let 1991 – 1993.
V letech 1720 – 1734 probíhala na Melíšku těžba stříbra, což přispělo ke zmizení vody ze studánky. Současná studánka byla vybudována Lesy ČR, ale voda není vhodná k pití.